# Rossano Galtarossa
Rossano Galtarossa (Padua, 6 de julio de 1972) es un deportista italiano que compitió en remo.
Participó en cinco Juegos Olímpicos de Verano, entre los años 1992 y 2008, obteniendo en total cuatro medallas, bronce en Barcelona 1992 (cuatro scull), oro en Sídney 2000 (cuatro scull), bronce en Atenas 2004 (doble scull) y plata en Pekín 2008 (cuatro scull).
Ganó ocho medallas en el Campeonato Mundial de Remo entre los años 1993 y 2003.

## Palmarés internacional
| Juegos Olímpicos   | Juegos Olímpicos              | Juegos Olímpicos  | Juegos Olímpicos |
| Año                | Lugar                         | Medalla           | Prueba           |
| ------------------ | ----------------------------- | ----------------- | ---------------- |
| 1992               | Barcelona (España)            | Medalla de bronce | Cuatro scull     |
| 2000               | Sídney (Australia)            | Medalla de oro    | Cuatro scull     |
| 2004               | Atenas (Grecia)               | Medalla de bronce | Doble scull      |
| 2008               | Pekín (China)                 | Medalla de plata  | Cuatro scull     |
| Campeonato Mundial |                               |                   |                  |
| Año                | Lugar                         | Medalla           | Prueba           |
| 1993               | Račice (República Checa)      | Medalla de bronce | Cuatro scull     |
| 1994               | Indianápolis (Estados Unidos) | Medalla de oro    | Cuatro scull     |
| 1995               | Tampere (Finlandia)           | Medalla de oro    | Cuatro scull     |
| 1997               | Aiguebelette (Francia)        | Medalla de oro    | Cuatro scull     |
| 1998               | Colonia (Alemania)            | Medalla de oro    | Cuatro scull     |
| 2001               | Lucerna (Suiza)               | Medalla de bronce | Doble scull      |
| 2002               | Sevilla (España)              | Medalla de bronce | Cuatro scull     |
| 2003               | Milán (Italia)                | Medalla de plata  | Doble scull      |